# Peter Shanel Agovaka
Peter Shanel Agovaka, né le 1er novembre 1959, est un homme politique salomonais.

## Biographie
Après une formation à l'Institut d'ingénierie de Sydney-nord, il est diplômé d'ingénierie électrique de l'université de technologie de Papouasie-Nouvelle-Guinée. Il travaille pour l'entreprise qui exploite la mine d'or de Gold Ridge à Guadalcanal avant d'entrer en politique.
Il est élu député sans étiquette de Guadalcanal-centre au Parlement national aux élections législatives de 2006. En 2008 il est automatiquement déchu de son mandat de député lorsqu'il est reconnu coupable d'agression physique et de possession illégale d'une arme à feu et condamné à neuf mois de prison. Il retrouve son siège aux élections de 2010 et est par la suite continuellement réélu.
En août 2010 il est nommé ministre des Affaires étrangères et du Commerce extérieur dans le gouvernement de Danny Philip. Il conserve ce poste lorsque Gordon Darcy Lilo succède à Danny Philip comme Premier ministre en novembre 2011, mais est limogé en février 2012 pour avoir, de sa propre initiative et sans avoir consulté le gouvernement, discuté avec son pendant russe Sergueï Lavrov de la possibilité d'établir des relations bilatérales entre les Salomon et la Russie,.
Durant la législature 2014-2019, il occupe plusieurs ministères dans le gouvernement de Manasseh Sogavare, étant successivement ministre de la Police et des Services pénitenciers puis ministre des Communications et de l'Aviation civile. Peu après les élections de 2019, il est reconnu coupable d'agression physique une nouvelle fois, pour des faits remontant cette fois à 2013 lorsqu'il a frappé un vieil homme au visage, puis lui a asséné deux coups de pied lorsqu'il était à terre,. Il n'est toutefois pas déchu cette fois de son mandat de député, et est à nouveau nommé ministre des Communications et de l'Aviation civile dans le nouveau gouvernement de Manasseh Sogavare. En août, il mène la délégation du gouvernement salomonais qui visite la république populaire de Chine en amont de la décision du gouvernement de rompre ses relations diplomatiques avec Taïwan pour établir des relations avec Pékin. Peter Shanel explique à cette occasion que son pays souhaite faire partie de la « nouvelle route de la soie » et bénéficier d'investissements chinois. En novembre 2020, en tant que ministre des Communications, il présente au gouvernement la proposition qu'il a définie avec le Premier ministre pour interdire Facebook aux Îles Salomon. Il affirme qu'il s'agit de « protéger nos jeunes gens de contenus nocifs », mais indique aussi que le gouvernement s'inquiète des « propos abusifs contre le Premier ministre » sur cette plateforme,. Le gouvernement renonce finalement à l'interdire. 